# Kimbra

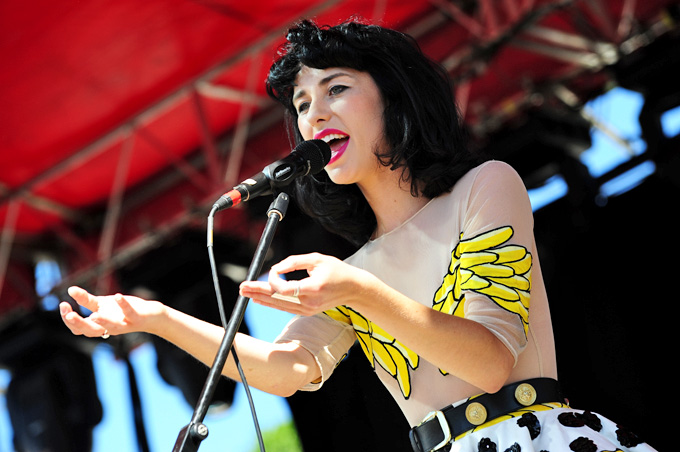
Kimbra (2012)

Kimbra (* 27. März 1990 in Hamilton; vollständiger Name Kimbra Lee Johnson) ist eine neuseeländische Singer-Songwriterin. Stilistisch variieren ihre Lieder von Soul über Alternative Rock bis Jazz. 

## Leben
Kimbra wurde in Hamilton in Neuseeland geboren und verbrachte dort einen Großteil ihrer Kindheit. Sie besuchte die Hillcrest High School, wo sie 2004 beim renommierten neuseeländischen Schülerbandwettbewerb Smokefreerockquest den zweiten Platz belegte. Mit zehn Jahren schrieb Kimbra ihre ersten Songs, mit zwölf Jahren bekam sie von ihrem Vater Ken eine Gitarre geschenkt. Ihr erstes Musikvideo mit dem Titel Smile stellte sie bei der Kinder-Fernsehshow What Now? des Fernsehsenders Juice TV vor und erhielt dafür den Preis für das beste Newcomer-Video. Nach der Veröffentlichung der zweiten Single Simply on My Lips (2007) wurde der australische Produzent Mark Richardson vom neugegründeten Label Forum 5 in Melbourne ihr Manager. Von ihm lieh sich Kimbra ihren ersten Looper, mit dem sie bei ihren Liveshows und im Studio experimentierte. Als 2010 das Lied Settle Down veröffentlicht wurde, schrieb der US-amerikanische Promiblogger Perez Hilton: „If you like Nina Simone, Florence and the Machine and/or Björk, then we think you will enjoy Kimbra – her music reminds us of all those fierce ladies!“ Deutsch: „Wenn ihr Nina Simone, Florence and the Machine und/oder Björk mögt, dann denken wir, dass euch Kimbra gefallen wird – ihre Musik erinnert uns an alle diese leidenschaftlichen Ladies!“
Am 7. Juni 2011 unterschrieb Kimbra bei Warner Bros. Records Neuseeland einen Plattenvertrag mit der Option eines weltweiten Vertriebs ihrer Singles und Alben durch die Warner Music Group.
Im Juli 2011 nahm sie mit dem australischen Multiinstrumentalisten Gotye das Lied Somebody That I Used to Know auf und erreichte damit Platz 1 in den Vereinigten Staaten, Kanada, Neuseeland, Großbritannien, Belgien, Deutschland, Österreich und in mehreren anderen europäischen Staaten. Ende August 2011 erschien ihr Debütalbum Vows in Neuseeland, Anfang September in Australien und im Juli 2012 in Deutschland.
Im September 2016 wirkte Kimbra als Gastsängerin bei einem Livekonzert von Prince’ ehemaliger Begleitband The Revolution mit.

## Diskografie

### Alben
- 2011: Vows (aufgenommen in den Sing Sing Studios Melbourne)
- 2014: The Golden Echo
- 2018: Primal Heart
- 2023: A Reckoning

### Singles
- 2004: It Takes Time
- 2005: Deep for You (aufgenommen in den York St. Studios)
- 2007: Simply on My Lips (aufgenommen in The Labs Studios)
- 2010: Settle Down (aufgenommen in den Sing Sing Studios Melbourne)
- 2011: Cameo Lover (aufgenommen in den Sing Sing Studios Melbourne)
- 2011: Good Intent (aufgenommen in den Sing Sing Studios Melbourne)
- 2012: Warrior (feat. Mark Foster & A-Trak)
- 2012: Two Way Street
- 2012: Come into My Head
- 2014: 90’s Music
- 2014: Miracle
- 2015: Goldmine
- 2016: Sweet Relief
- 2017: Everybody Knows
- 2018: Top of the World
- 2018: Human
- 2018: Version of Me
- 2018: Like They Do on the TV

Als Gastsängerin:
- 2010: Miami Horror feat. Kimbra: I Look to You
- 2011: Gotye feat. Kimbra: Somebody That I Used to Know
- 2011: Of God feat. Kimbra: Flies
- 2015: Bilal feat. Kimbra: Holding it back
- 2020: Jacob Collier feat. Kimbra & Tank and the Bangas:  In My Bones
- 2024: Gotye, Fisher & Chris Lake feat. Sante Sansone & Kimbra: Somebody (2024)

## Auszeichnungen für Musikverkäufe
| Goldene Schallplatte - Belgien - 2024: für die Single Somebody (2024) - Finnland - 2012: für die Single Somebody That I Used to Know - Spanien - 2025: für die Single Somebody (2024) Platin-Schallplatte - Australien - 2012: für das Album Vows - Schweden - 2012: für die Single Somebody That I Used to Know 2× Platin-Schallplatte - Portugal - 2024: für die Single Somebody That I Used to Know 3× Platin-Schallplatte - Dänemark - 2012: für die Single Somebody That I Used to Know - Spanien - 2025: für die Single Somebody That I Used to Know | 4× Platin-Schallplatte - Belgien - 2012: für die Single Somebody That I Used to Know - Dänemark - 2012: für das Streaming Somebody That I Used to Know - Italien - 2012: für die Single Somebody That I Used to Know 26× Platin-Schallplatte - Australien - 2025: für die Single Somebody That I Used to Know 2× Diamantene Schallplatte - Brasilien - 2024: für die Single Somebody That I Used to Know |

Anmerkung: Auszeichnungen in Ländern aus den Charttabellen bzw. Chartboxen sind in ebendiesen zu finden.
| Land/RegionAuszeichnungen für Musikverkäufe (Land/Region, Auszeichnungen, Verkäufe, Quellen) | Gold     | Platin       | Diamant     | Verkäufe   | Quellen                                                               |
| -------------------------------------------------------------------------------------------- | -------- | ------------ | ----------- | ---------- | --------------------------------------------------------------------- |
| Australien (ARIA)                                                                            | —        | 27× Platin27 | —           | 1.890.000  | aria.com.au                                                           |
| Belgien (BRMA)                                                                               | Gold1    | 4× Platin4   | —           | 140.000    | ultratop.be                                                           |
| Brasilien (PMB)                                                                              | —        | —            | 2× Diamant2 | 500.000    | pro-musicabr.org.br                                                   |
| Dänemark (IFPI)                                                                              | —        | 7× Platin7   | —           | 90.000     | ifpi.dk                                                               |
| Deutschland (BVMI)                                                                           | —        | 4× Platin4   | —           | 1.200.000  | musikindustrie.de                                                     |
| Finnland (IFPI)                                                                              | Gold1    | —            | —           | 6.774      | ifpi.fi                                                               |
| Italien (FIMI)                                                                               | —        | 4× Platin4   | —           | 120.000    | fimi.it                                                               |
| Neuseeland (RMNZ)                                                                            | 2× Gold2 | 9× Platin9   | —           | 270.000    | radioscope.net.nz (Memento vom 13. Juni 2007 im Internet Archive) NZ2 |
| Österreich (IFPI)                                                                            | —        | 2× Platin2   | —           | 60.000     | ifpi.at                                                               |
| Portugal (AFP)                                                                               | —        | 2× Platin2   | —           | 20.000     | Einzelnachweise                                                       |
| Schweden (IFPI)                                                                              | —        | Platin1      | —           | 40.000     | sverigetopplistan.se                                                  |
| Schweiz (IFPI)                                                                               | —        | 3× Platin3   | —           | 90.000     | hitparade.ch                                                          |
| Spanien (Promusicae)                                                                         | Gold1    | 3× Platin3   | —           | 210.000    | elportaldemusica.es                                                   |
| Vereinigte Staaten (RIAA)                                                                    | —        | 4× Platin4   | Diamant1    | 14.000.000 | riaa.com                                                              |
| Vereinigtes Königreich (BPI)                                                                 | —        | 4× Platin4   | —           | 2.400.000  | bpi.co.uk                                                             |
| Insgesamt                                                                                    | 5× Gold5 | 74× Platin74 | 3× Diamant3 |            |                                                                       |